# Keith Carney
Pour les articles homonymes, voir Carney.
Keith Edward Carney (né le 3 février 1970 à Providence dans l'État de Rhode Island aux États-Unis) est un joueur professionnel américain de hockey sur glace. Il évoluait au poste de défenseur.

## Biographie

### Carrière en club
Carney est choisi au 76e rang par les Sabres de Buffalo en provenance de l'école Mount St. Charles Academy lors du repêchage d'entrée dans la LNH 1988 et cette même année, il fait ses débuts à l'Université du Maine. Il évolue durant trois saisons à l'université pour l'équipe des Black Bers et est nommé plusieurs fois aux équipes d'étoiles.
Il devient professionnel en 1991-1992, saison où il partage entre la Ligue nationale de hockey avec les Sabres et dans la Ligue américaine de hockey avec son club-école, les Americans de Rochester.
Au cours de sa carrière, en plus des Sabres, il aura porté les couleurs des Blackhawks de Chicago, Coyotes de Phoenix, des Mighty Ducks d'Anaheim, des Canucks de Vancouver puis du Wild du Minnesota dans la LNH et pris part à plus de 1 000 matchs dans la grande ligue. Il atteint la finale de la Coupe Stanley avec les Mighty Ducks en 2003 mais son équipe perd 4 matchs à 3 face aux Devils du New Jersey.
Il joue sa dernière saison professionnelle en 2008-2009 avec le CP Berne au championnat suisse.

### Carrière internationale
Il a représenté les États-Unis au niveau international. En sélection jeune, il a pris part au championnat mondial junior en 1990. En tant que sénior, il a pris part aux Jeux olympiques de 1998 se tenant à Nagano au Japon. Il ne parvient pas à remporter de médailles avec l'équipe nationale américaine.

## Statistiques

### En club
| Saison     | Équipe                    | Ligue      |       | Saison régulière | Saison régulière | Saison régulière | Saison régulière | Saison régulière |   | Séries éliminatoires | Séries éliminatoires | Séries éliminatoires | Séries éliminatoires | Séries éliminatoires |
| Saison     | Équipe                    | Ligue      | PJ    | B                | A                | Pts              | Pun              | PJ               | B | A                    | Pts                  | Pun                  |                      |                      |
| 1987-1988  | Mount St. Charles Academy | USHS       | 23    | 12               | 43               | 55               | 47               | -                | - | -                    | -                    | -                    |                      |                      |
| 1988-1989  | Université du Maine       | H. East    | 40    | 4                | 22               | 26               | 24               | -                | - | -                    | -                    | -                    |                      |                      |
| 1989-1990  | Université du Maine       | H. East    | 41    | 3                | 41               | 44               | 43               | -                | - | -                    | -                    | -                    |                      |                      |
| 1990-1991  | Université du Maine       | H. East    | 40    | 7                | 49               | 56               | 38               | -                | - | -                    | -                    | -                    |                      |                      |
| 1991-1992  | Équipe des États-Unis     | Intl       | 49    | 2                | 17               | 19               | 16               | -                | - | -                    | -                    | -                    |                      |                      |
| 1991-1992  | Americans de Rochester    | LAH        | 24    | 1                | 10               | 11               | 2                | 2                | 0 | 2                    | 2                    | 0                    |                      |                      |
| 1991-1992  | Sabres de Buffalo         | LNH        | 14    | 1                | 2                | 3                | 18               | 7                | 0 | 3                    | 3                    | 0                    |                      |                      |
| 1992-1993  | Sabres de Buffalo         | LNH        | 30    | 2                | 4                | 6                | 55               | 8                | 0 | 3                    | 3                    | 6                    |                      |                      |
| 1992-1993  | Americans de Rochester    | LAH        | 41    | 5                | 21               | 26               | 32               | -                | - | -                    | -                    | -                    |                      |                      |
| 1993-1994  | Sabres de Buffalo         | LNH        | 7     | 1                | 3                | 4                | 4                | -                | - | -                    | -                    | -                    |                      |                      |
| 1993-1994  | Blackhawks de Chicago     | LNH        | 30    | 3                | 5                | 8                | 35               | 6                | 0 | 1                    | 1                    | 4                    |                      |                      |
| 1993-1994  | Ice d'Indianapolis        | LIH        | 28    | 0                | 14               | 14               | 20               | -                | - | -                    | -                    | -                    |                      |                      |
| 1994-1995  | Blackhawks de Chicago     | LNH        | 18    | 1                | 0                | 1                | 11               | 4                | 0 | 1                    | 1                    | 0                    |                      |                      |
| 1995-1996  | Blackhawks de Chicago     | LNH        | 82    | 5                | 14               | 19               | 94               | 10               | 0 | 3                    | 3                    | 4                    |                      |                      |
| 1996-1997  | Blackhawks de Chicago     | LNH        | 81    | 3                | 15               | 18               | 62               | 6                | 1 | 1                    | 2                    | 2                    |                      |                      |
| 1997-1998  | Blackhawks de Chicago     | LNH        | 60    | 2                | 13               | 15               | 73               | -                | - | -                    | -                    | -                    |                      |                      |
| 1997-1998  | Coyotes de Phoenix        | LNH        | 20    | 1                | 6                | 7                | 18               | 6                | 0 | 0                    | 0                    | 4                    |                      |                      |
| 1998-1999  | Coyotes de Phoenix        | LNH        | 82    | 2                | 14               | 16               | 62               | 7                | 1 | 2                    | 3                    | 10                   |                      |                      |
| 1999-2000  | Coyotes de Phoenix        | LNH        | 82    | 4                | 20               | 24               | 87               | 5                | 0 | 0                    | 0                    | 17                   |                      |                      |
| 2000-2001  | Coyotes de Phoenix        | LNH        | 82    | 2                | 14               | 16               | 86               | -                | - | -                    | -                    | -                    |                      |                      |
| 2001-2002  | Mighty Ducks d'Anaheim    | LNH        | 60    | 5                | 9                | 14               | 30               | -                | - | -                    | -                    | -                    |                      |                      |
| 2002-2003  | Mighty Ducks d'Anaheim    | LNH        | 81    | 4                | 18               | 22               | 65               | 21               | 0 | 4                    | 4                    | 16                   |                      |                      |
| 2003-2004  | Mighty Ducks d'Anaheim    | LNH        | 69    | 2                | 5                | 7                | 42               | -                | - | -                    | -                    | -                    |                      |                      |
| 2005-2006  | Mighty Ducks d'Anaheim    | LNH        | 61    | 2                | 16               | 18               | 48               | -                | - | -                    | -                    | -                    |                      |                      |
| 2005-2006  | Canucks de Vancouver      | LNH        | 18    | 0                | 2                | 2                | 14               | -                | - | -                    | -                    | -                    |                      |                      |
| 2006-2007  | Wild du Minnesota         | LNH        | 80    | 4                | 13               | 17               | 58               | 5                | 0 | 0                    | 0                    | 4                    |                      |                      |
| 2007-2008  | Wild du Minnesota         | LNH        | 61    | 1                | 10               | 11               | 42               | 6                | 1 | 1                    | 2                    | 0                    |                      |                      |
| 2008-2009  | CP Berne                  | LNA        | 12    | 0                | 4                | 4                | 8                | 6                | 0 | 2                    | 2                    | 6                    |                      |                      |
| Totaux LNH | Totaux LNH                | Totaux LNH | 1 018 | 45               | 183              | 228              | 904              | 91               | 3 | 19                   | 22                   | 67                   |                      |                      |

### En équipe nationale
| Année | Compétition                 |   | PJ | B | A | Pts | Pun      |  | Résultat |
| 1990  | Championnat du monde junior | 7 | 0  | 3 | 3 | 2   | 7e place |  |          |
| 1998  | Jeux olympiques             | 4 | 0  | 0 | 0 | 2   | 6e place |  |          |

## Trophées et honneurs personnels
- 1988-1989 : nommé dans l'équipe d'étoiles des recrues de Hockey East.
- 1989-1990 :
  - nommé dans la deuxième équipe d'étoiles de Hockey East.
  - nommé dans la deuxième équipe d'étoiles de la région Est de la NCAA.
- 1990-1991 :
  - nommé dans la première équipe d'étoiles de Hockey East.
  - nommé dans la première équipe d'étoiles de la région Est de la NCAA.

## Transactions en carrière
- Repêchage de 1988 : sélectionné par les Sabres de Buffalo au quatrième tour, 76e rang.
- 26 octobre 1993 : échangé par les Sabres aux Blackhawks de Chicago avec un choix de sixième tour au repêchage de 1995 (Marc Magliarditi) contre Craig Muni et un choix de cinquième tour au repêchage de 1995 (Daniel Bienvenue).
- 4 mars 1998 : échangé par les Blackhawks aux Coyotes de Phoenix avec Jim Cummins contre Chad Kilger et Jayson More.
- 19 juin 2001 : échangé par les Coyotes aux Mighty Ducks d'Anaheim contre un choix de deuxième tour au repêchage de 2001 (précédemment acquis des Flames mais qui est échangé aux mêmes Flames qui repêcheront Andreï Taratoukhine).
- 9 mars 2006 : échangé par les Mighty Ducks aux Canucks de Vancouver avec Juha Alén contre Brett Skinner et un choix de deuxième tour au repêchage de 2006 (précédemment acquis des Islanders de New York, Bryce Swan).
- 1er juillet 2006 : signe en tant qu'agent libre avec le Wild du Minnesota.
- 15 janvier 2009 : signe en tant qu'agent libre avec le CP Berne (Ligue nationale A).